# Station Zielina
Station Zielina is een spoorwegstation in de Poolse plaats Zielina.